# カンペキ・ボーイ
『カンペキ・ボーイ』（原題：How to Build a Better Boy）は、ディズニー・チャンネル・オリジナル・ムービーの映画。全米公開は2014年8月15日。

## ストーリー
親友のギャビーとメイは、どちらも天才少女。しかし人間関係は上手くいかず、メイが数学を教えているジェイデンをダンスに誘おうとするも、学校の人気者で意地悪なネヴェアに先を抜かされてしまう。さらにメイは、既にボーイフレンドがいると嘘をついてしまう。明日までに、それを証明しなくてはいけなくなったギャビーとメイは、メイの父親が働いているゲーム会社のシステムを使って、カンペキなボーイフレンドを作ろうとする。しかし、父親が働いていたのはゲーム会社では無くアメリカ合衆国の秘密軍事機関で、ギャビーとメイはプロトタイプの兵器を作り上げてしまった。

## キャスト
※括弧内は日本語吹替
ギャビー - チャイナ・アン・マクレーン（藤田麻美）
メイの親友。自他共に認める天才で、メイ以外の人間に興味は無く、ノーベル賞を獲って周りの人を見返す事を目標にしている。
メイ - ケリー・バーグランド（壹岐紹未）
ギャビーの親友。数学を教えているジェイデンに心惹かれている。しかし、ネヴェアにジェイデンを取られてしまい、ボーイフレンドがいると見栄を張ってしまう。
アルバート - マーシャル・ウィリアムズ（保村真）
アメリカ陸軍が極秘に開発した軍事ロボット。設定はギャビーとメイがしたため、メイのボーイフレンドになる。
バート - マット・シヴリー
メイの兄。メイほどでは無いが、コンピューターが得意。

## 挿入歌
- Sabrina Carpenter - Stand Out
- Marshall Williams & Kelli Berglund - Love You like a Love Song[1]
- Mo' Cheddah feat. Cristina Renae - Higher
- Kelli Berglund and China Anne McClain - Something Real